# Ľudmila Pajdušáková
Ľudmila Pajdušáková (29. června 1916, Radošovce – 5. října 1979, Vyšné Hágy) byla slovenská fyzička a astronomka, dlouholetá ředitelka Astronomického ústavu Slovenské akademie věd. Do mezinárodního povědomí se dostala jako objevitelka několika komet.

## Životopis

### Mládí a pomocná učitelka
Ľudmila Pajdušáková se narodila do rodiny obchodníka. V 16 letech ztratila oba rodiče, postarat se musela nejen o sebe, ale i o své tři mladší sourozence. Studovala na římskokatolickém Reálném gymnáziu v Kláštore pod Znievom a už tehdy se projevil její talent ke studiu matematiky a fyziky. V letech 1935 –1936 pokračovala na soukromém učitelském ústavu a získala kvalifikaci pomocné učitelky. Vyučovala na lidové škole ve Vinosadech (1936–1937), v Slepčanech (1937–1939), na Měšťanské škole ve Štiavniku (1939 –1940), v Brvništi (1940–1942) a v Trenčianské Teplé (1942–1944).

### Vědecká pracovnice a ředitelka
Od 1. července 1944 začala pracovat na nové „Státní observatoři“ na Skalnatém plese, kde pracovala v letech 1944–1953, většinou vykonávala technické práce. Při zaměstnání studovala a v roku 1950 úspěšně ukončila studium astronomie na Přírodovědecké fakultě UK v Bratislavě. V letech 1953–1979 působila v Astronomickém ústavu SAV v Tatranské Lomnici. Od 16. srpna 1958 do 31. března 1979 zde působila ve funkci ředitelky. V roce 1966 získala vědeckou hodnost CSc.
Zpočátku se věnovala fotografování meteorů a současně pátrala po kometách. Její zásluhou začala systematická práce při pozorování asteroidů na Skalnatém Plese. Jako vědecká pracovnice dosáhla největších úspěchů při studiu komet. V letech 1946–1953 objevila a spoluobjevila celkem pět nových komet, tři byly pojmenovány podle ní. Nejznámější je periodická kometa 45P/Honda-Mrkos-Pajdušáková. Ľudmila Pajdušáková se systematicky věnovala pozorování meteorů, především rojových, a asteroidů, později i sluneční astronomii (studiu atmosféry Slunce, periodicity a variability sluneční činnosti). Její metodika pozorování zásadně přispěla k dalšímu rozvoji těchto oborů. Sbírka jejích snímků v roce 1946, kdy dokázala s dostupnou technikou zachytit více než 11 000 meteorů na 10 000 snímcích byla druhá největší na světě, lepších výsledků dosahovala pouze Harvardova univerzita.

### Světový úspěch
Po druhé světové válce se, spolu s kolegy observatoře na Skalnatém Plese (Antonín Mrkos, Ľubor Kresák, Antonín Bečvář a Margita Vozárová-Kresáková), věnovala hledání nových komet. Jejich práce přinesla mimořádné výsledky. Ze 70 nových komet objevených v letech 1946–1959 na celém světe, připadlo 18 na observatoře na Skalnatém Plese a Lomnickém štítě. Mezinárodní ohlas jejich objevů byl výjimečný. Na kongrese Mezinárodní astronomické unie v Římě v roce 1954 bylo Československo uznáno za „ velmoc komet“.

### Aktivní doma i ve světě
Publikovala přibližně 20 vědeckých prací, desítky odborných prací a více než sto prací vědecko-popularizačního charakteru o astronomii, kosmonautice atd.
Při své práci a aktivitách se výrazně angažovala v mírovém a ženském hnutí. Byla členkou ÚV Socialistické akademie věd (1955–1960), v letech 1961–1963 byla členkou Světové rady míru, v letech 1962–1974 předsedkyní Slovenské astronomické společnosti při SAV. V roce 1967 byla zvolena členkou Mezinárodní astronomické unie, byla členkou Slovenského svazu žen (1964–1974) a členkou Komise pro záření a strukturu sluneční atmosféry (1967)

### Ocenění:
Nušlova cena (1946)
Řád práce (1956)
Československá cena míru (1971)
Keplerova medaile ČSAV (1973)
Koperníkova medaile ČSAV (1973)
Zlatá plaketa Slovenského svazu žen (1974)

### Osobní život
S astronomií spojila i svůj osobní život. Jejím prvním manželem byl český astronom Antonín Mrkos, který dlouhodobě pracoval na observatoři na Skalnatém plese. S ním se rozvedla. Ale Antonín Mrkos po své bývalé ženě, tři roky po její smrti, pojmenoval planetku 3636 Pajdusakova.
Posledních 16 let svého života prožila s Tiborem Hrčkem. S ním je také pochována na hřbitově v Tatranské Lomnici.
V mnoha zdrojích je jako datum jejího úmrtí uveden 6. říjen 1979, podle úmrtního listu však zemřela 5. října 1979 v obci Vyšné Hágy.
V den 100. výročí narození, 29. června 2016, v rodné obci Radošovce odhalili Ivan Hrček se synem Slávom (syn a vnuk Ľ. Pajdušákové ) pamětní desku.